# Max Bernuth
Friedrich Albin Max Bernuth (* 26. Juli 1872 in Leipzig; † 1. April 1960 in Bayerisch Gmain, Landkreis Berchtesgadener Land, Oberbayern) war ein deutscher Kunstmaler, Buchillustrator und Professor an der Handwerker- und Kunstgewerbeschule Elberfeld.

## Leben
Schon in jungen Jahren wurde Bernuths Begabung für Malerei erkannt, so dass er nach dem Abschluss der Bürgerschule in Leipzig eine Lithografenlehre antreten konnte. Danach erhielt er von der Leipziger Akademie ein Stipendium. Durch Vermittlung von Max Klinger (1859–1920) fand sich ein Mäzen, der ihm das Studium an der angesehenen Münchener Akademie bei Professor Alexander von Liezen-Mayer (1839–1898) ermöglichte. Seine Zeit in München und Innsbruck von 1894 bis 1902 gilt als wichtigste Epoche seines künstlerischen Schaffens. Als Mitarbeiter der Kunstzeitschrift Jugend erlangte er allgemeine Bekanntheit.
Die Jugend – „Münchner illustrierte Wochenschrift für Kunst und Leben“ war eine 1896 vom Verleger Georg Hirth gegründete Kunstzeitschrift, die über neue Strömungen und Entwicklungen in der Kunst berichtete und diese förderte. Daher haben beinahe alle Münchner Jugendstilkünstler von Rang Arbeiten für die Jugend geschaffen. Die Zeitschrift wurde dadurch zur Namensgeberin für die deutsche „Art nouveau“, den Jugendstil, der aber nur eine der von ihr propagierten Kunstströmungen war. Max Bernuth unternahm unter anderem Studienreisen in den Bayerischen Wald, wo er unter Glasmachern und Holzhauern Lithographien und Zeichnungen schuf, die in der Jugend veröffentlicht wurden.
Später ging er nach Innsbruck, wo er am 5. November 1901 Emilie Beate Elise Pötter (* 25. August 1876 in Hannoversch Münden; † 25. Februar 1963 in Bayerisch Gmain) heiratete, die Tochter des Tischlers Christoph Pötter und der Albertine Hulda Zwade. Das Ehepaar hatte die beiden Söhne Walter (1902–1987) und Fritz (1904–1979) sowie Tochter Rosel (1910–??). Walter wurde ebenfalls als Maler bekannt und war wie sein Vater Lehrer an der Elberfelder Kunstgewerbeschule; Fritz wurde ein bedeutender Bildhauer.
Ab 1902 wirkte Max Bernuth als Professor der figürlichen Klasse an der Handwerker- und Kunstgewerbeschule Elberfeld. Zu seinen Schülern zählten unter anderem Otto Friedrich Weber, Carl Moritz Schreiner, Arno Breker und Karl Schrage. Bernuth war in Wuppertal außerdem an zahlreichen Ausstellungen beteiligt, die von Fachleuten und Presse gleichermaßen positiv beurteilt wurden. Im ersten Drittel des 20. Jahrhunderts nahm er in der regen Wuppertaler Kunstszene einen bedeutenden Platz ein. Max Bernuth begeisterte sich für die Alpen und den Bayerischen Wald. Daher übersiedelte er im Oktober 1932 nach Bad Reichenhall. 1939 bezog er dann das „Kochhäusl“ in Bayerisch Gmain.
Max Bernuth war Mitglied im Deutschen Künstlerbund. Als Künstler ließ er sich von Max Klinger, dem Lithographen Otto Greiner (1869–1916) und Adolph Menzel (1815–1905) beeinflussen. Er war ein gefragter Porträtist (z. B. Friedrich Bayer, Gründer der heutigen Bayer AG) und bekannt für seine Genre- und Tierbilder. Berühmt aber wurde er durch seinen Buchschmuck. Besonders in seiner frühen Phase gehörte er zu den namhaften Buchillustratoren in Deutschland.
Sein Philosophie-Ideal war Schopenhauer, literarisch interessierte er sich außer für die Klassiker besonders für Shakespeare, Homer, Dante, Cervantes und Grimmelshausen. Auswendig deklamierte er Faust I von Goethe oder Teile von Dante und Shakespeare. Jede Woche gab es Hauskonzerte.
Bernuth war zeit seines Lebens ein guter Sportler und ausgezeichneter Schlittschuhläufer. Noch im Alter von 80 Jahren wagte er sich als Kunstläufer auf das Eis, weshalb er den Spitznamen „Eisprofessor“ erhielt.